# Sequera de Fresno
Sequera de Fresno es un municipio y localidad española de la provincia de Segovia, en la comunidad autónoma de Castilla y León. Cuenta con una población de 47 habitantes (INE 2024).
Perteneció a la Comunidad de Villa y Tierra de Fresno de Cantespino, Comunidad de Villa y Tierra que aún subsiste en la gestión de montes comunales.

## Geografía
| Noroeste: Grajera, Pajarejos                    | Norte: Bercimuel                  | Noreste: Fresno de Cantespino                    |
| Oeste: enclave de Barahona de Fresno (Riaza)    |                                   | Este: Fresno de Cantespino                       |
| Suroeste: enclave de Barahona de Fresno (Riaza) | Sur: Comunidad de Sepúlveda-Riaza | Sureste: enclave de Aldeanueva del Monte (Riaza) |

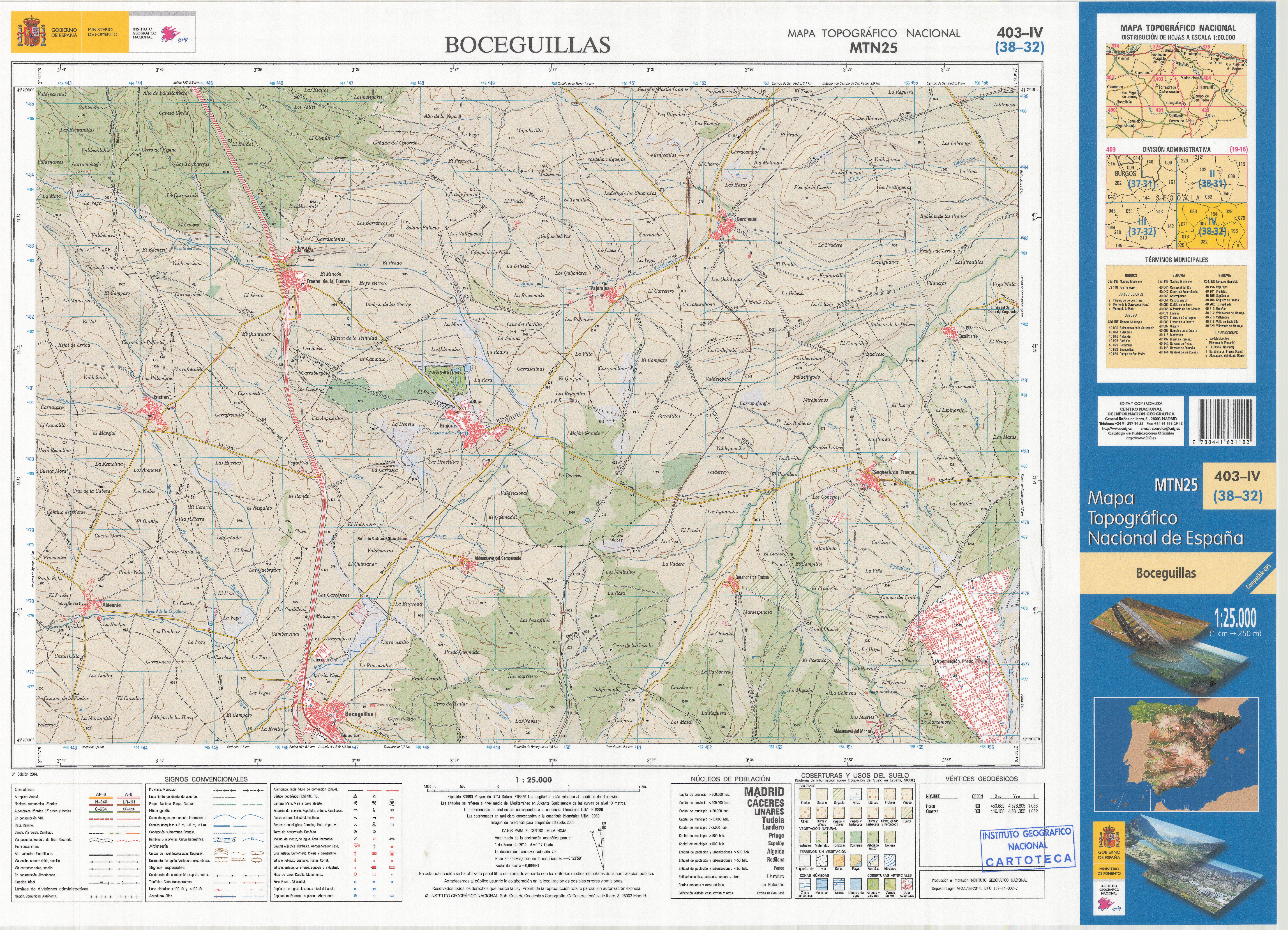
Fragmento de la hoja 403 del Mapa Topográfico Nacional de España de 2014 en el que se representa Sequera de Fresno

En su término hubo varias localidades, hoy desaparecidas.
- Aldea Cervigal, citada como Aldehuela de San Miguel de Cervigal en 1396
- Mezquetillas, junto a la urbanización Prado Pinilla de Fresno
- San Quílez.

## Geografía humana

### Demografía
Cuenta con una población de 47 habitantes (INE 2024).
| Gráfica de evolución demográfica de Sequera de Fresno entre 1842 y 2021                                               |
| |
| Población de derecho según los censos de población del INE. Población de hecho según los censos de población del INE. |

## Administración y política
| Periodo   | Nombre                  | Partido | Partido |
| --------- | ----------------------- | ------- | ------- |
| 1979-1983 | Manuel Álvarez González |         | UCD     |
| 1983-1987 | Jose Luis Moreno Benito |         | PSOE    |
| 1987-1991 | Jose Luis Moreno Benito |         | PSOE    |
| 1991-1995 | Victorino Moreno Martín |         | PP      |
| 1995-1999 | Victorino Moreno Martín |         | PP      |
| 1999-2003 | Jose Luis Moreno Benito |         | PP      |
| 2003-2007 | Mariano Cano Miguel     |         | PP      |
| 2007-2011 | Teresa García Maderuelo |         | PP      |
| 2011-2015 | José María Moreno Ramos |         | PSOE    |
| 2015-2019 | José María Moreno Ramos |         | PSOE    |
| 2019-2023 | José María Moreno Ramos |         | PSOE    |
| 2023-act. | José María Moreno Ramos |         | PSOE    |

Elecciones a la Diputación Provincial
El municipio pertenece al distrito electoral del partido judicial de Riaza en la Diputación Provincial de Segovia.